# 浅側頭動脈前耳介枝
浅側頭動脈前耳介枝（せんそくとうどうみゃくぜんじかいし）は、頭頸部の動脈の一つ。浅側頭動脈の枝で耳介前部、耳垂、外耳道の一部に栄養を供給し、後耳介動脈と吻合する。
この記事にはパブリックドメインであるグレイ解剖学第20版（1918年）559ページ本文が含まれています。